# Сулца (Бакау)
Сулца (рум. Sulța) насеље је у Румунији у округу Бакау у општини Агаш. Oпштина се налази на надморској висини од 553 m.

## Становништво
Према подацима из 2002. године у насељу је живело 738 становника, од којих су сви румунске националности.